# Brunnern (Gemeinde Diersbach)
Brunnern ist ein Weiler in der Gemeinde Diersbach in Oberösterreich (Bezirk Schärding). Die Ortschaft hat 18 Einwohner (Stand 1. Jänner 2024).

## Geographie
Brunnern liegt rund zwei Kilometer nordöstlich des Ortszentrums von Diersbach und ist Teil der Katastralgemeinde Kindling. Der Weiler setzt sich aus vier Anwesen zusammen, befindet sich an der Diersbacher Bezirksstraße (L 1170) und ist von Feldern und Wiesen sowie im Norden von einem größeren Waldgebiet umgeben. Nachbarorte sind Herrnberg im Norden, Raad im Osten, Kobledt im Südosten, Selker und Bernolden im Südwesten sowie Ober- und Unterhörlberg im Westen.

## Geschichte und Bevölkerung
Urkundlich wurde Brunnern im 13. Jahrhundert als Prunnen urkundlich genannt, wobei sich der Ortsname vom bairisch-mittelhochdeutschen Wort für Quelle bzw. Brunnen prunne 'abgeleitet wird.
In Brunnern lebten 1869 23 Menschen in vier Häusern. Bis zum Jahr 1910 sank die Einwohnerzahl leicht auf 43 Personen, wobei die als Weiler klassifizierte Ortschaft immer noch aus vier Gebäude bestand. Zu diesem Zeitpunkt lebten lediglich Katholiken in der Gemeinde, das Geschlechterverhältnis war nahezu ausgeglichen. Auch 1923 hatte sich bezüglich der Größe des Weilers wenig geändert. In diesem Jahr wurden ebenfalls vier Gebäude mit 24 Einwohnern gezählt. In der Folge stieg die Einwohnerzahl ganz leicht an, wobei die Gebäudezahl immer gleich blieb. 1951 lebten 26 Menschen in vier Gebäuden, 1971 wurden 28 Einwohner gezählt. 1981 war die Einwohnerzahl wieder auf 23 Personen gesunken, wobei von den vier Gebäuden drei mindestens eine Wohnung umfassten und insgesamt sechs Haushalte bestanden. 2001 bestanden in allen vier Gebäuden Haushalte, insgesamt wurden fünf Wohnungen gezählt, in denen nun nur noch 19 Menschen lebten. Des Weiteren gab es vier land- und forstwirtschaftliche Betriebsstätten in Brunnern. 2011 beherbergte die Ortschaft nur noch 18 Einwohner.